# Parc national de Pyhä-Häkki
Le parc national de Pyhä-Häkki (finnois : Pyhä-Häkin kansallispuisto) est un parc national de Finlande-Centrale. Il a été créé en 1956 (agrandi en 1982 lorsque Kotaneva lui est joint) et couvre 13 km2. Sa fondation a été planifiée pour la fin des années 1930, mais la Seconde Guerre mondiale interrompt les plans.

## Description
Le parc national protège les vieux bosquets de pins sylvestres et d’épinettes de Norvège, qui ont commencé à pousser lorsque la Finlande était encore sous domination suédoise, et les tourbières, qui représentent la moitié du parc national. Le parc national est la plus grande zone restante de forêt vierge dans la moitié sud de la Finlande.
On peut y observer des élans. 

## Sources
- (en) Cet article est partiellement ou en totalité issu de l’article de Wikipédia en anglais intitulé « Pyhä-Häkki National Park » (voir la liste des auteurs).